# Wólka Kadłubska
Wólka Kadłubska (prononciation : [ˈvulka kadˈwupska]) est un village polonais de la gmina de Radzanów dans le powiat de Białobrzegi de la voïvodie de Mazovie dans le centre-est de la Pologne.
Il se situe à environ 5 kilomètres à l'est de Radzanów (siège de la gmina), 11 kilomètres au sud de Białobrzegi (siège du powiat) et à 73 kilomètres au sud de Varsovie (capitale de la Pologne).

## Histoire
De 1975 à 1998, le village appartenait administrativement à la voïvodie de Radom.